# Катериновка Первая
Катериновка Первая (укр. Катеринівка Перша) — село, относится к Любашёвскому району Одесской области Украины.
Население по переписи 2001 года составляло 168 человек. Почтовый индекс — 66561. Телефонный код — 4864. Занимает площадь 0,91 км². Код КОАТУУ — 5123383802.

## Местный совет
66560, Одесская обл., Любашёвский р-н, с. Троицкое